# 弗賴施塔特 (密蘇里州)
弗賴施塔特（英語：Freistatt）是位於美國密蘇里州勞倫斯縣的村。

## 人口
根據2020年美國人口普查的數據，弗賴施塔特的面積為0.55平方千米，皆為陸地。當地共有人口179人，而人口密度為每平方千米325人。